# 伯納德·穆萬加
伯納德·穆萬加（1993年8月25日—），烏干達人，司職中場，現時效力維拉體育俱樂部。

## 生涯

### 職業生涯
- 2013年－2016年：效力光明之星足球俱樂部（英语：Bright Stars FC）。[1]
- 2016年：效力維拉體育俱樂部。[1]